# 東海林碧波
東海林 碧波（しょうじ あおば、2001年4月27日 - ）は、千葉県船橋市出身のプロ野球選手（投手）。左投左打。くふうハヤテベンチャーズ静岡所属。

## 経歴
小学生時代に前原エイトマンで野球を始めた。中学では千葉北リトルシニアに所属し、関東シニア5支部の代表選手として第13回日台国際野球大会に参加した。
高校は早稲田実業に入学し、3年生よりベンチ入りするが、同年に甲子園出場はできなかった。1学年上に野村大樹、2学年上に清宮幸太郎がいた。
大学は内部進学で早稲田大学のスポーツ科学部に進学した。しかし、大学2年時に腰の怪我で約1年間離脱し、4年の春には汗が出なくなる難病の特発性後天性全身性無汗症を発症し、4年間で公式戦への出場はなかった。 3学年上に早川隆久、2学年上に徳山壮磨、西垣雅矢、1学年上に蛭間拓哉がいた。
2023年12月7日、2024年シーズンから日本野球機構のウエスタン・リーグに新規参入するくふうハヤテベンチャーズ静岡（当時正式球団名未定）に入団することが発表された。背番号は47。
肉離れの影響で開幕から出遅れていたが、4月19日の阪神戦で救援として初登板し、1回無失点デビューを果たした。

## 選手としての特徴
身長196cmの大型左腕で、最高球速は144km/h。

## 詳細情報

### 背番号
- 47（2024年 - ）